# 東亞人種
东亚人种（英語：East Asian people，或），是分佈於東亞多個國家境內的多個族群的統稱，包括了中華人民共和國、中華民國、日本國、蒙古國、朝鮮民主主義人民共和國、大韓民國。
现代东亚人、东南亚人和西伯利亚人的祖先通過“南路散布”途径南亚进入东南亚大陆，大约在公元前 45,000 年前定居在东亚。截至2020年，東亞地區的总人口为16.77亿，占世界人口的21%。

## 分佈
人种与民族的含義與範圍各有異同。民族主要基於族群的文化认同，而种族主要基於人类的生物学基础。在历史发展过程中，由於文化融合等因素可以使得民族發生变化，同樣种族由於族群的融合等因素，作为遗传特征會被保留下来，進而成為研究族群遷移及融合的依據。
东亚人种主要分佈於东亚、東南亞、北亞地区，汉族、壯族、傣族、京族、苗族、朝鮮民族、大和民族、阿伊努族、白族、回族、满族、蒙古族、蒙古語族群、尼夫赫人、羌族、琉球族、藏族以及雅库特人都是東亞人。东南亚人和西伯利亚人与东亚人关系密切，与美洲原住民有着部分共同的祖先。主要的东亚语系是汉藏语系、日琉语系、朝鮮語系、阿伊努语、蒙古语系、滿-通古斯语系、苗瑤语系、侗台语系、南岛语系和南亚语系。

## 历史和遗传起源

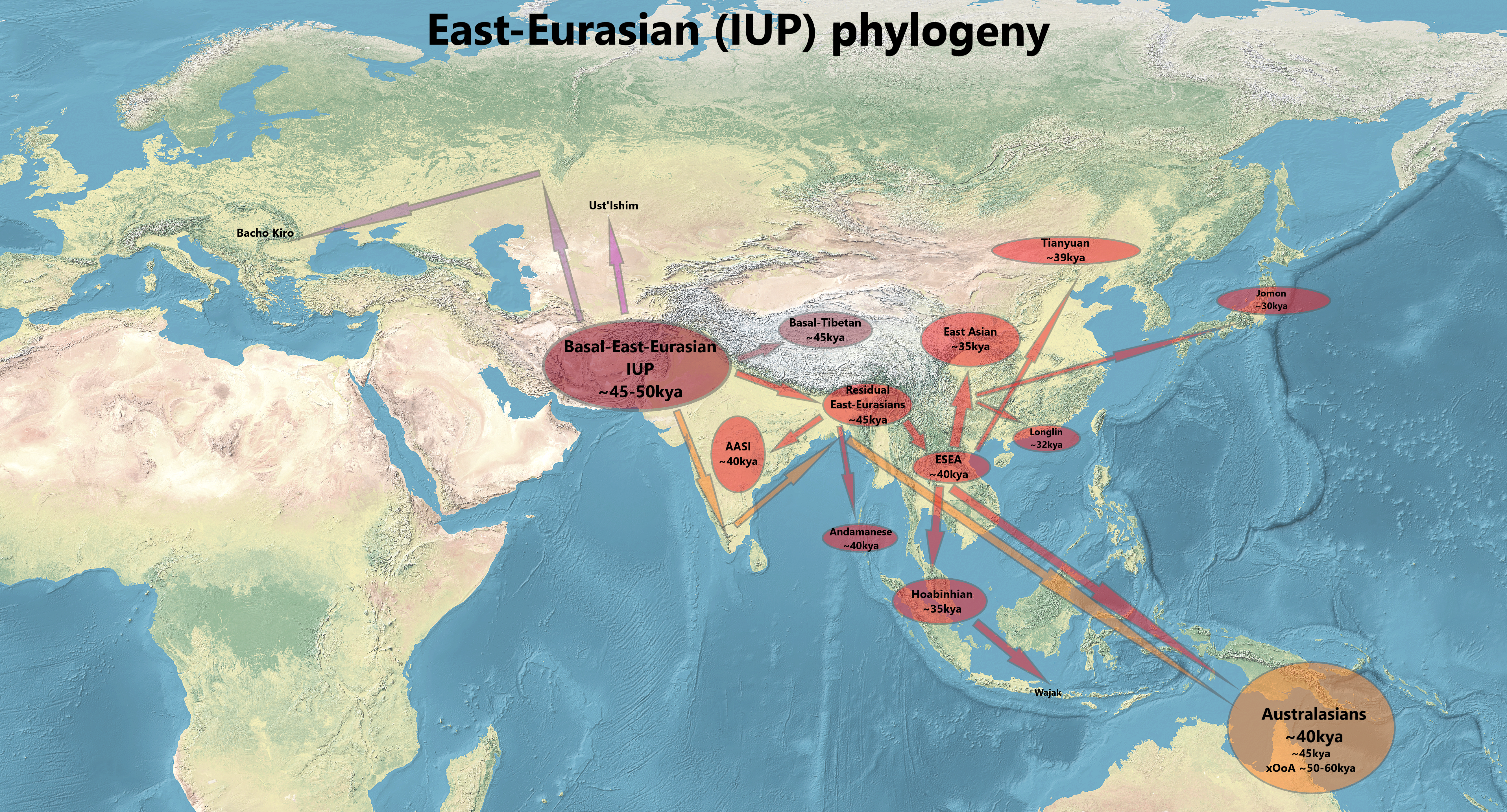
东欧亚系统发育：根據目前的推測，东亚人的直接祖先的 ESEA 血统起源于东南亚大陆和中国南部，并向外扩展。

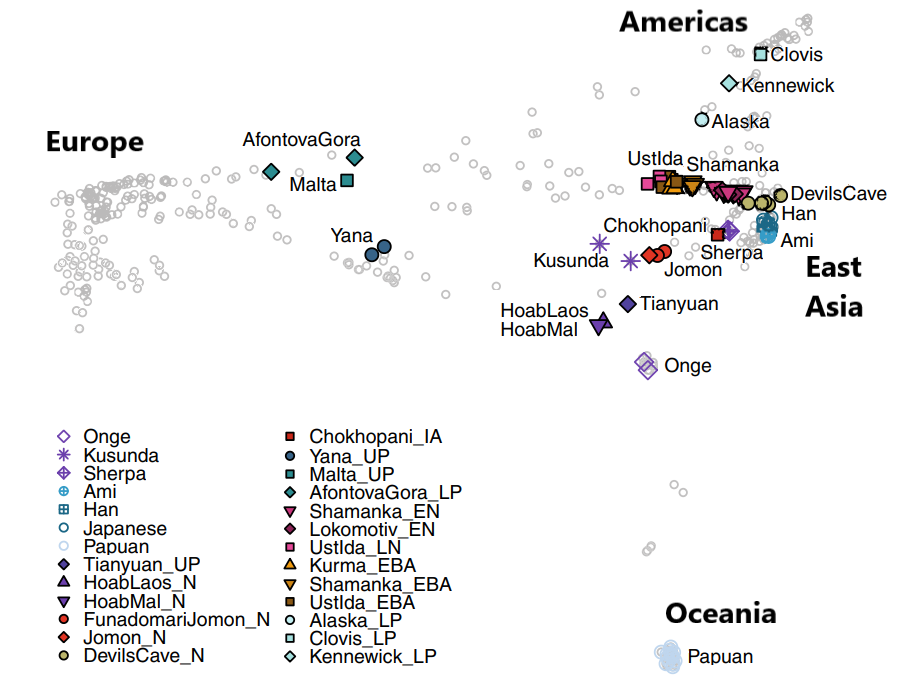
来自欧亚人群的古代和现代个体的主成分分析。

在智人在世界上定居的过程中，大约在 50,000 年前（50 kya）到达了东亚。 早期的“走出非洲”血统（70 kya）在西南亚某处以大约 50 kya 的距离分化为可识别的东亚和西欧亚血统。 早期的东亚人使用一条穿过印度的南方路线进入东南亚。 这个早期的东亚血统在末次盛冰期进一步分化，从东亚大陆传出，通过白令陆路约 25 kya 对美洲人口做出了重大贡献。 早期東亞人群可能在大约 35,000 年前的中国某个地方已经初步形成。。
从 Y-DNA 研究来看，东歐亚父系血统似乎在大约 50,000 年前从一个单一来源的人群在亚洲扩展，该人群带有父系遗传C、D 和 K（N、O、P、M 和 S)，但這群人同時也是北歐亞人與大洋洲相關人群的祖先。母系(B、F、M7、A、C、D、M等). 他们穿越喜马拉雅山脉，前往东南亚。

根據目前流行的假說，一个独特的“基础东亚人口”（称为“东亚和东南亚血统”（简称：“ESEA”）；是现代东亚人、東南亞矮黑人、东南亚人、波利尼西亚人和西伯利亚人的祖先）， 起源于东南亚大陆（约公元前 45,000 年），并通过多次向南和向北的移民浪潮扩张。 这种“ESEA 血统”也是东南亚 Hoabinhian（尼格利陀人）狩猎采集者和中国北方发现的天元血统（~40,000BCe）的祖先。“ESEA”血统来自更广泛的“东欧亚”人群，它也是美洲原住民、古印度土著 (“AASI”) 和澳大利亚人 (“AA”) 的祖先。但值得注意的是，东南亚 Hoabinhian（尼格利陀人）不是現代東南亞人的主要祖先來源，現代東南亞人來自更晚近的東亞人群。。

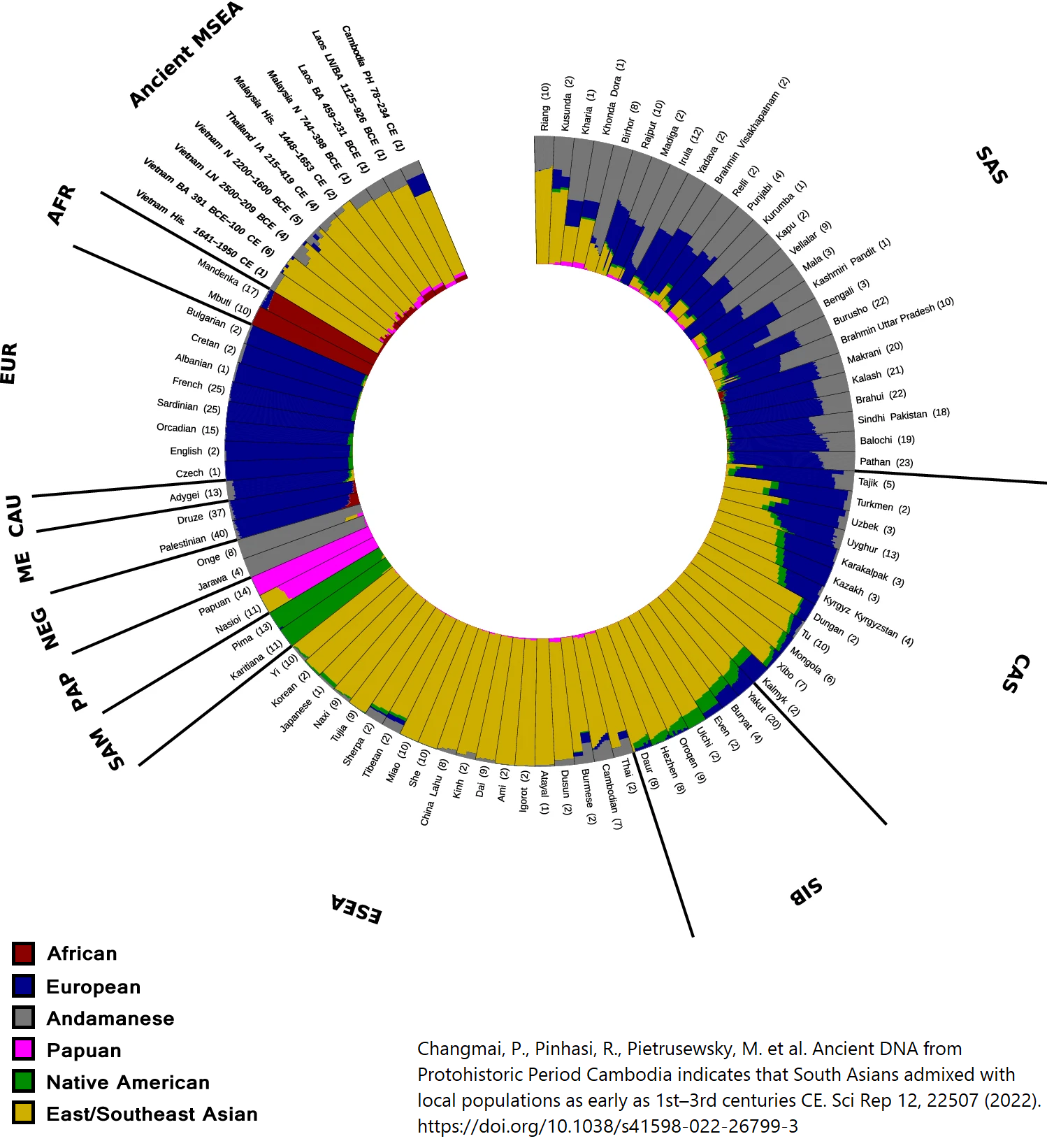
K6 人类遗传祖先常染色體分析，顯示出東亞-東南亞內部遺傳組成更接近，與美洲原住民、安達曼矮黑人、南亞人有較大的差異。。

中南大學最近的研究（2019年和2020年）揭示了表征東亞人的獨特基因和DNA譜系。東亞人可以與歐洲人和非洲人區分開來。
最新的遺傳學研究，認為智人在出非洲後，首先在距今四萬到五萬年前，分化為西歐亞人(West Eurasian)與東歐亞人(East Eurasian)兩個人群，東歐亞人之後又在分化成東亞人(East Asian)、大洋洲人群、古印度土著(AASI)、和平文化人群、繩紋人等人群。之後東亞人在約距今兩萬年前，又在分化成了北東亞人與南東亞人，北東亞人是新石器黃河農夫、古東北亞人與新西伯利亞人的主要基因來源，而南東亞人是新石器長江農夫與現代東南亞人的主要基因來源。現代中國人是在距今萬年以內，由北東亞人與南東亞人混合而形成的。